# James Francis Stafford
James Francis Stafford (Baltimora, 26 luglio 1932) è un cardinale e arcivescovo cattolico statunitense, dal 2 giugno 2009 penitenziere maggiore emerito.

## Biografia
È nato a Baltimora, sede arcivescovile nel Maryland, il 26 luglio 1932.

### Formazione e ministero sacerdotale
Ha frequentato il Loyola College e il St. Mary's Seminary University di Baltimora.
Il 15 dicembre 1957 è stato ordinato presbitero, a Roma, dal vescovo Martin John O'Connor, per l'arcidiocesi di Baltimora.
Dopo l'ordinazione è stato vicario della parrocchia Immaculate Heart of Mary, dal 1958 al 1962, e della parrocchia St. Ann, dal 1964 al 1965. Ha perfezionato i suoi studi alla Catholic University of America a Washington, dal 1962 al 1964. È stato anche cappellano a Villa Maria, Baltimora, dal 1976 al 1981.
Il 28 luglio 1970 papa Paolo VI lo ha insignito del titolo onorifico di cappellano di Sua Santità.

### Ministero episcopale e cardinalato
L'11 gennaio 1976 papa Paolo VI lo ha nominato vescovo ausiliare di Baltimora e vescovo titolare di Respetta. Il 29 febbraio successivo ha ricevuto l'ordinazione episcopale, con il vescovo Philip Francis Murphy, nella cattedrale di Maria Nostra Regina a Baltimora, dall'arcivescovo William Donald Borders, co-consacranti il cardinale Lawrence Joseph Shehan e il vescovo Thomas Austin Murphy.
Il 17 novembre 1982 papa Giovanni Paolo II lo ha nominato vescovo di Memphis; è succeduto a Carroll Thomas Dozier, dimessosi per motivi di salute. Il 18 gennaio 1983 ha preso possesso della diocesi.
Il 3 giugno 1986 è stato promosso arcivescovo metropolita di Denver, sostituendo così James Vincent Casey, deceduto il 14 marzo precedente. Il 31 luglio ha preso possesso dell'arcidiocesi.
Il 20 agosto 1996 è stato nominato presidente del Pontificio consiglio per i laici, succedendo nell'incarico al cardinale Eduardo Francisco Pironio, ritiratosi per raggiunti limiti di età.
Papa Giovanni Paolo II lo ha innalzato alla dignità cardinalizia nel concistoro del 21 febbraio 1998, assegnandogli la diaconia di Gesù Buon Pastore alla Montagnola. Il 2 maggio ha preso possesso della diaconia.
Il 4 ottobre 2003 lo stesso Giovanni Paolo II lo ha nominato penitenziere maggiore; è succeduto all'arcivescovo pro-penitenziere Luigi De Magistris, dimessosi per raggiunti limiti di età.
Il 18 e il 19 aprile 2005 ha partecipato come cardinale elettore al conclave che ha portato all'elezione di papa Benedetto XVI.
Il 1º marzo 2008 papa Benedetto XVI lo ha elevato al rango di cardinale presbitero assegnandogli il titolo cardinalizio di San Pietro in Montorio. Il 25 maggio seguente ha preso possesso del titolo.
Il 2 giugno 2009 lo stesso pontefice ha accolto la sua rinuncia, presentata per raggiunti limiti d'età, all'incarico di penitenziere maggiore e ha nominato contestualmente come successore Fortunato Baldelli, fino ad allora nunzio apostolico in Francia.
Il 26 luglio 2012 ha compiuto ottant'anni e, in base a quanto disposto dal motu proprio Ingravescentem Aetatem di papa Paolo VI del 1970, è uscito dal novero dei cardinali elettori ed è decaduto da tutti gli incarichi ricoperti nella Curia romana.

## Genealogia episcopale
La genealogia episcopale è:
- Cardinale Scipione Rebiba
- Cardinale Giulio Antonio Santori
- Cardinale Girolamo Bernerio, O.P.
- Arcivescovo Galeazzo Sanvitale
- Cardinale Ludovico Ludovisi
- Cardinale Luigi Caetani
- Cardinale Ulderico Carpegna
- Cardinale Paluzzo Paluzzi Altieri degli Albertoni
- Papa Benedetto XIII
- Papa Benedetto XIV
- Cardinale Enrico Enriquez
- Arcivescovo Manuel Quintano Bonifaz
- Cardinale Buenaventura Córdoba Espinosa de la Cerda
- Cardinale Giuseppe Maria Doria Pamphilj
- Papa Pio VIII
- Papa Pio IX
- Cardinale Alessandro Franchi
- Cardinale Giovanni Simeoni
- Cardinale Antonio Agliardi
- Cardinale Basilio Pompilj
- Cardinale Adeodato Piazza, O.C.D.
- Cardinale Luigi Raimondi
- Arcivescovo William Donald Borders
- Cardinale James Francis Stafford